# 里普奇齊
49°25′44″N 23°42′24″E / 49.42889°N 23.70667°E
里普奇齊（羅馬化：Ripchytsi）是烏克蘭的村落，位於該國西部利沃夫州，由德羅霍貝奇區負責管轄，始建於1518年，面積10.36平方公里，2001年人口697，人口密度每平方公里67.28人。